# Гильом II (граф Тоннера)
Гильом II (фр. Guillaume II de Nevers; ум. после 1092/1099), граф Тоннера с 1083, сын Гильома I, графа Осера, Невера и Тоннера, и Ирменгарды, графини Тоннера, представитель Неверского дома.

## Биография
После смерти Гильома I его владения были разделены между сыновьями. Старший, Рено II, получил Невер и Осер, второй, Гильом — Тоннер. Еще один сын, Роберт, стал епископом Осера.
По одной из версий, брат Гильома Рено был убит 5 июля 1083 год , хотя вероятно тот скончался в 1097. Сам Гильом умер после 1092 года. Если Гильом умер раньше Рено, то последний мог унаследовать Тоннер. Хотя не исключено, что Рено умер раньше брата, так как тот упоминается в 1099 году. В объединенном графстве Невер, Осер и Тоннер Рено наследовал его сын Гильом II.
О правлении Гильома де Тоннер почти ничего неизвестно. Последний раз он упоминается в записях Ниверне 1099 года, где говорится о его конфликте с Аймоном II де Бурбоном, в котором он одержал победу. Приблизительно в том же году единственная дочь Гильома, Аделинда, стала женой Аймона II. Имя супруги Гильома неизвестно.

## Брак и дети
Жена: N. Дети:
- Аделинда (Люсия); муж с 1099 — Аймон II (ок. 1155—до 1120), сеньор де Бурбон с 1116